# 生利節
生利節（生り節、なまりぶし）とは、生のカツオを解体し、蒸す、茹でるなどの処理を施した一次加工食品。特に関西では生節（なまぶし）ともいう。原料としてカツオ以外にマグロやサバを使うこともある。初鰹と同じく夏の季語でもある。

## 概要
途中までの加工工程は鰹節とほぼ同じであり、原料魚の頭、内臓、背びれを落として三枚におろす（魚体が大きい場合にはさらに背肉と腹肉に身割りする）。それを煮熟（しゃじゅく）用の煮かごに並べ（かご立て）、煮熟釜に入れ85℃で70分から90分程度煮熟する。放冷後、骨抜きを行い焙乾（水抜き焙乾、一番火）を行ったところまでのものを生利節という。生利節の中には生利節用に煮熟または蒸煮しただけのものもある。
カツオの代わりにビンチョウマグロを使ったものはとんぼ節ともいう。

## 特徴
水分を40%程度含み、保存期間に制限があるため、長期保存が可能な鰹節よりも生産量は少なく、鉄道での輸送が始まるまでは生産地周辺の地域、鮮魚より少し広い程度の範囲にしか流通させることができなかった。静岡県の焼津からは1889年（明治22年）の東海道本線開通以後、鉄道輸送により東京・大阪など大都市まで流通できるようになったが、鮮魚よりも日持ちする生利節でも腐敗してしまうことがあったといい、魚の鮮度保持のために氷が使われるようになった1908年（明治41年）には、生利節の鉄道輸送にも氷冷蔵車が使用されるようになった。

## 食材
名前に「節」とあるが、鰹節のように完全に乾燥して硬くなっているわけではないため、そのまま食材として利用できる。
具体的には煮付やサラダに用いられる。調味料は通常加わっていないため、醤油などを付ける、ショウガと煮付けにする、酢の物、味噌汁に入れるなどし食される。また、ツナ缶のようにマヨネーズ又はマヨネーズ醤油などを用いた調理も見られる。地域振興を狙った、食べるラー油状に加工した生利節も作られた。
生節の押し寿司は大阪府河内地区の郷土料理になっている。